# Karen Gorham
Karen Marisa Gorham (* 24. Juni 1964) ist eine britische anglikanische Theologin. Am 26. November 2015 wurde ihre Ernennung zur Suffraganbischöfin von Sherborne in der Diözese von Salisbury bekanntgegeben.

## Leben
Gorham studierte an der University of Bristol, wo sie 1995 den Bachelor of Arts erwarb. Gorham arbeitete vor ihrer Kirchenlaufbahn in der Verwaltung des Business and Technology Education Council (BTEC) und bei der Royal Society of Arts (RSA). Außerdem war sie als Pastoralassistentin (Pastoral Assistant) in Essex und Hull tätig.
Zur Vorbereitung auf ihr Priesteramt besuchte sie das Trinity College in Bristol, ein anglikanisches Theologisches College in der evangelikalen Tradition. 1995 wurde sie zur Diakonin geweiht. 1996 folgte ihre Priesterweihe. Ihre Priesterlaufbahn begann sie 1995 als Vikarin (Curate) in Northallerton mit Zuständigkeit für die Gemeinde in Kirby Sigston in the Diözese von York. Dieses Amt hatte sie bis 1999 inne. 1999 wurde sie Pfarrerin (Priest in Charge) an der St Paul’s Church in Maidstone in der Diözese von Canterbury. Sie leitete die Pfarrei bis 2007.
Gleichzeitig war sie ab 2002 als „Assistant Director of Ordinands“ für die Ausbildung des Priesternachwuchses in der Diözese verantwortlich. 2003 wurde sie Bezirksdekanin (Rural Dean/Area Dean) von Maidstone, 2006 außerdem Ehrenkanonikerin (Honorary Canon) der Kathedrale von Canterbury.
Im Oktober 2007 wurde sie Archidiakonin (Archdeacon; Vorsteher eines Kirchensprengels) von Buckingham in der Diözese von Oxford. Am 6. Oktober 2007 wurde sie in der All Saints Church in High Wycombe von Alan Wilson, dem Bischof von Buckingham, offiziell in ihr Amt als Archidiakonin von Buckingsham eingeführt. Dieses Amt übte sie, zur Vorbereitung auf ihr Bischofsamt, bis zum 19. Januar 2016 weiterhin aus.
Am 26. November 2015 wurde ihre Ernennung zur Suffraganbischöfin von Sherborne in der Diözese von Salisbury bekanntgegeben. Sie wurde Nachfolgerin von Graham Kings, der am 15. Juli 2015 in den Ruhestand getreten war. Als Bischöfin von Sherborne ist Gorham insbesondere für die Gemeinden in der Grafschaft Dorset verantwortlich. Gorham ist die insgesamt achte Bischöfin und die sechste Suffraganbischöfin der Church of England; vor ihr wurden mit Libby Lane, Alison White, Rachel Treweek, Sarah Mullally, Ruth Worsley, Anne Hollinghurst und Christine Hardman sieben Frauen zu Bischöfinnen geweiht. Ihre Weihe zur Bischöfin erfolgt am 24. Februar 2016 während eines Gottesdienstes in der Westminster Abbey. Ihr formeller Amtsantritt in der Diözese von Oxford ist im März 2016.
Karen Gorham war vor ihrer Ernennung zur Bischöfin insgesamt zwölf Jahre Mitglied der Generalsynode der Church of England; in den letzten beiden Jahren war sie Mitglied des „Panel of Chairs“ der Generalsynode.
Gorham ist Anhängerin eines „christlichen Naturismus“. Ihre Eltern waren Anhänger der Nudistenbewegung; sie wuchs in ihrem Elternhaus mit Nacktheit auf. Als Teenager stellte sie schließlich die gemeinsamen Besuche von Nacktbadestränden mit ihren Eltern ein. Obwohl selbst keine Nudistin, unterstützt sie die Bewegung als Ausdruck, mit Körper und Seele im Einklang mit der Natur zu leben. 2000 war sie Mitautorin des im Verlag Grove Books erschienenen Buchs Naturism and Christianity: Are They Compatible?. Gorham gab an, sie wollte mit ihrem Buch helfen, ein Tabu zu brechen; viele Nudisten seien Christen und in ihren lokalen Gemeinden verwurzelt. Naturismus habe nichts mit Sexualität zu tun, sondern sei Ausdruck einer ganzheitlichen Lebensform; Nacktheit sei für Christen kein Grund, ein schlechtes Gewissen haben zu müssen.

## Ehrungen und Privates
2012 wurde Gorham zum Fellow der Royal Society of Arts (FRSA) gewählt. Gorham ist unverheiratet. Zu ihren Hobbys gehören Spazierengehen und Reisen; sie interessiert sich außerdem für die britische Küste und die Keltische Religion. Ihre Freizeit verbringt sie gerne mit Freunden oder bei einem Menü in einem guten Restaurant.